# Gais 2006
Fotbollsklubben Gais spelade säsongen 2006 i Allsvenskan, efter att föregående säsong ha slutat trea i Superettan och genom kvalspel mot Landskrona Bois ha kvalificerat sig för Allsvenskan. Gais slutade som nykomling tia i tabellen.
Intern skyttekung blev inlånade James Keene med 10 mål. Målvakten Dime Jankulovski tilldelades både Hedersmakrillen och Herbert Lundgren-trofén.

## Inför säsongen
Inför säsongen sålde Gais fjolårets skyttekung Wílton Figueiredo till AIK för omkring fyra miljoner kronor. I hans ställe lånades den unge forwarden James Keene in från Portsmouth FC. Klubben värvade även bland annat in den jamaicanske landslagsmittfältaren Khari Stephenson, den isländske mittfältaren Jóhann Guðmundsson och den kongolesiske mittbacken Richard Ekunde.
Dagens Nyheter tippade inför säsongen Gais som 14:e och sista lag i Allsvenskan. Olof Lundh skrev i Expressen: "Nyförvärven har rasat in på Gaisgården, ändå är det svårt att se ett allsvenskt lag över Roland Nilssons skapelse. De nya spelarna är mest hämtade från andra klubbars överskottslager och det imponerar inte. [...] Det blir bara ett år i allsvenskan."

### Träningsmatcher försäsongen
|  | 5 februari 2006 | Jönköpings Södra IF | 1 – 2   | Gais                                    | Elmiahallen           |                       |
|  |                 | Michel Kamhie 39′   | (1 – 1) | 17′ Kwame Amoateng 59′ Fredrik Lundgren | Jönköping Publik: 934 | Jönköping Publik: 934 |
|  |                 |                     |         |                                         | Jönköping Publik: 934 | Jönköping Publik: 934 |
|  |                 |                     |         |                                         | Jönköping Publik: 934 | Jönköping Publik: 934 |

|  | 8 februari 2006 | Gais                                                     | 3 – 0   | FC Trollhättan | Ruddalens IP         |                      |
|  |                 | Mathias Gravem 6′ Alen Spahic 60′ Jóhann Guðmundsson 75′ | (1 – 0) |                | Göteborg Publik: 306 | Göteborg Publik: 306 |
|  |                 |                                                          |         |                | Göteborg Publik: 306 | Göteborg Publik: 306 |
|  |                 |                                                          |         |                | Göteborg Publik: 306 | Göteborg Publik: 306 |

|  | 11 februari 2006 | Gais | 0 – 0   | Ljungskile SK | Förbovallen         |                     |
|  |                  |      | (0 – 0) |               | Mölndal Publik: 290 | Mölndal Publik: 290 |
|  |                  |      |         |               | Mölndal Publik: 290 | Mölndal Publik: 290 |
|  |                  |      |         |               | Mölndal Publik: 290 | Mölndal Publik: 290 |

|  | 18 februari 2006 | University of Central Florida | 0 – 4   | Gais                                                       |         |         |
|  |                  |                               | (0 – 1) | 38′ Richard Ekunde 60′, 77′ James Keene 83′ Kwame Amoateng | Florida | Florida |
|  |                  |                               |         |                                                            | Florida | Florida |
|  |                  |                               |         |                                                            | Florida | Florida |

|  | 21 februari 2006 | Orlando Rollins | 0 – 6 | Gais                                                                              |         |         |
|  |                  |                 |       | Anton Holmberg James Keene Khari Stephenson Bobbie Friberg da Cruz Mathias Gravem | Florida | Florida |
|  |                  |                 |       |                                                                                   | Florida | Florida |
|  |                  |                 |       |                                                                                   | Florida | Florida |

|  | 26 februari 2006 | Gais                                             | 2 – 1   | Falkenbergs FF     | Välens IP |          |
|  |                  | Jóhann Guðmundsson 25′ (str.) Mathias Gravem 67′ | (1 – 0) | 77′ Patrik Larsson | Göteborg  | Göteborg |
|  |                  |                                                  |         |                    | Göteborg  | Göteborg |
|  |                  |                                                  |         |                    | Göteborg  | Göteborg |

|  | 10 mars 2006 | Malmö FF | 0 – 2   | Gais                                        |       |       |
|  |              |          | (0 – 2) | 33′ Fredrik Lundgren 36′ Jóhann Guðmundsson | Malmö | Malmö |
|  |              |          |         |                                             | Malmö | Malmö |
|  |              |          |         |                                             | Malmö | Malmö |

|  | 15 mars 2006 | Gais                                     | 2 – 0   | Qviding FIF | Ruddalens IP         |                      |
|  |              | Mathias Gravem 83′ Daniel Nicklasson 86′ | (0 – 0) |             | Göteborg Publik: 452 | Göteborg Publik: 452 |
|  |              |                                          |         |             | Göteborg Publik: 452 | Göteborg Publik: 452 |
|  |              |                                          |         |             | Göteborg Publik: 452 | Göteborg Publik: 452 |

|  | 18 mars 2006 | Helsingborgs IF | 0 – 1      | Gais                 | Landskrona IP          |                        |
|  |              |                 | (0 – 1) DN | 42′ Fredrik Lundgren | Landskrona Publik: 500 | Landskrona Publik: 500 |
|  |              |                 |            |                      | Landskrona Publik: 500 | Landskrona Publik: 500 |
|  |              |                 |            |                      | Landskrona Publik: 500 | Landskrona Publik: 500 |

|  | 22 mars 2006 | Gais                                         | 2 – 1      | Vålerenga       | Ullevi               |                      |
|  |              | James Keene 7′ Jóhann Guðmundsson 16′ (str.) | (2 – 0) DN | Mohammed Fellah | Göteborg Publik: 452 | Göteborg Publik: 452 |
|  |              |                                              |            |                 | Göteborg Publik: 452 | Göteborg Publik: 452 |
|  |              |                                              |            |                 | Göteborg Publik: 452 | Göteborg Publik: 452 |

### Träningsmatcher sommaruppehållet
Allsvenskan höll ett två månader långt uppehåll för VM i Tyskland. Gais spelade under uppehållet en cupmatch mot Djurgården, men spelade dessutom flera träningsmatcher.
|  | 27 maj 2006 | Jonsereds IF | 3 – 2 | Gais                       | Jonsereds IP |          |
|  |             |              |       | James Keene Mathias Gravem | Jonsered     | Jonsered |
|  |             |              |       |                            | Jonsered     | Jonsered |
|  |             |              |       |                            | Jonsered     | Jonsered |

|  | 30 maj 2006 | Billingsfors IK | 0 – 4   | Gais                                                            | Lövåsvallen              |                          |
|  |             |                 | (0 – 0) | 46′ Daniel Nicklasson 60′ James Keene 64′, 73′ Fredrik Lundgren | Billingsfors Publik: 800 | Billingsfors Publik: 800 |
|  |             |                 |         |                                                                 | Billingsfors Publik: 800 | Billingsfors Publik: 800 |
|  |             |                 |         |                                                                 | Billingsfors Publik: 800 | Billingsfors Publik: 800 |

|       | 21 juni 2006 | Helsingborgs IF | 1 – 0 | Gais | Olympia     |             |
| 15:00 | 15:00        | Luton Shelton   |       |      | Helsingborg | Helsingborg |
| 15:00 | 15:00        |                 |       |      | Helsingborg | Helsingborg |
| 15:00 | 15:00        |                 |       |      | Helsingborg | Helsingborg |

|       | 2 juli 2006 | Halmstads BK                           | 2 – 1   | Gais                      | Glänninge Park     |                    |
| 15:00 | 15:00       | Magnus Arvidsson 9′ Emra Tahirović 78′ | (1 – 1) | 30′ Johan Friberg da Cruz | Laholm Publik: 260 | Laholm Publik: 260 |
| 15:00 | 15:00       |                                        |         |                           | Laholm Publik: 260 | Laholm Publik: 260 |
| 15:00 | 15:00       |                                        |         |                           | Laholm Publik: 260 | Laholm Publik: 260 |

|       | 12 juli 2006 | IFK Fjärås | 0 – 11 | Gais                                                                    | Ögärdets IP |        |
| 18.00 | 18.00        |            |        | Edier Frejd Tomas Rosenkvist Bobbie Friberg da Cruz Sunny Ekeh Kingsley | Fjärås      | Fjärås |
| 18.00 | 18.00        |            |        |                                                                         | Fjärås      | Fjärås |
| 18.00 | 18.00        |            |        |                                                                         | Fjärås      | Fjärås |

## Seriespel
Gais inledde serien piggt, och efter fem omgångar låg nykomlingen fyra i tabellen. Laget hade emellertid väldigt svårt att vinna, och avslutade Allsvenskan med nio raka matcher utan seger. Efter 26 spelade matcher slutade Gais på en tiondeplats, med bara 5 segrar, hela 12 kryss och 9 förluster. Gais var dock långt ifrån att åka ur Allsvenskan, med fem poäng till godo på BK Häcken på den negativa kvalplatsen.

### Tabell
| Nr | Lag                 | S  | V  | O  | F  | GM | IM | MS  | P  |
| -- | ------------------- | -- | -- | -- | -- | -- | -- | --- | -- |
| 1  | IF Elfsborg         | 26 | 13 | 11 | 2  | 41 | 19 | +22 | 50 |
| 2  | AIK (U)             | 26 | 13 | 10 | 3  | 46 | 23 | +23 | 49 |
| 3  | Hammarby IF1        | 26 | 13 | 7  | 6  | 40 | 31 | +9  | 43 |
| 4  | Helsingborgs IF SC  | 26 | 11 | 9  | 6  | 44 | 34 | +10 | 42 |
| 5  | Kalmar FF           | 26 | 12 | 5  | 9  | 39 | 30 | +9  | 41 |
| 6  | Djurgårdens IF (RM) | 26 | 11 | 7  | 8  | 31 | 25 | +6  | 40 |
| 7  | Malmö FF            | 26 | 10 | 8  | 8  | 43 | 39 | +4  | 38 |
| 8  | IFK Göteborg        | 26 | 9  | 9  | 8  | 39 | 36 | +3  | 36 |
| 9  | Gefle IF            | 26 | 8  | 7  | 11 | 28 | 39 | −11 | 31 |
| 10 | Gais (U)            | 26 | 5  | 12 | 9  | 25 | 33 | −8  | 27 |
| 11 | Halmstads BK        | 26 | 5  | 12 | 9  | 22 | 30 | −8  | 27 |
| 12 | BK Häcken           | 26 | 4  | 10 | 12 | 29 | 41 | −12 | 22 |
| 13 | Östers IF (U)       | 26 | 4  | 7  | 15 | 19 | 46 | −27 | 19 |
| 14 | Örgryte IS          | 26 | 3  | 8  | 15 | 24 | 44 | −20 | 17 |

### Matcher
| 1     | 1 april 2006 | Gais                               | 2 – 0           | Örgryte IS | Ullevi                                            |                                                   |
| 13.30 | 13.30        | James Keene 26′ Anton Holmberg 89′ | (1 – 0) SvFF DN |            | Göteborg Publik: 11 378 Domare: Martin Ingvarsson | Göteborg Publik: 11 378 Domare: Martin Ingvarsson |
| 13.30 | 13.30        |                                    |                 |            | Göteborg Publik: 11 378 Domare: Martin Ingvarsson | Göteborg Publik: 11 378 Domare: Martin Ingvarsson |
| 13.30 | 13.30        |                                    |                 |            | Göteborg Publik: 11 378 Domare: Martin Ingvarsson | Göteborg Publik: 11 378 Domare: Martin Ingvarsson |

| 2     | 8 april 2006 | Helsingborgs IF      | 1 – 0           | Gais | Olympia                                                 |                                                         |
| 16.00 | 16.00        | Olivier Karekezi 25′ | (1 – 0) SvFF DN |      | Helsingborg Publik: 10 725 Domare: Markus Strömbergsson | Helsingborg Publik: 10 725 Domare: Markus Strömbergsson |
| 16.00 | 16.00        |                      |                 |      | Helsingborg Publik: 10 725 Domare: Markus Strömbergsson | Helsingborg Publik: 10 725 Domare: Markus Strömbergsson |
| 16.00 | 16.00        |                      |                 |      | Helsingborg Publik: 10 725 Domare: Markus Strömbergsson | Helsingborg Publik: 10 725 Domare: Markus Strömbergsson |

| 3     | 14 april 2006 | Kalmar FF                 | 1 – 2           | Gais                                          | Fredriksskans IP                                |                                                 |
| 15.00 | 15.00         | Ari da Silva Ferreira 15′ | (1 – 1) SvFF DN | 35′ James Keene 51′ (str.) Jóhann Guðmundsson | Kalmar Publik: 4 633 Domare: Stefan Johannesson | Kalmar Publik: 4 633 Domare: Stefan Johannesson |
| 15.00 | 15.00         |                           |                 |                                               | Kalmar Publik: 4 633 Domare: Stefan Johannesson | Kalmar Publik: 4 633 Domare: Stefan Johannesson |
| 15.00 | 15.00         |                           |                 |                                               | Kalmar Publik: 4 633 Domare: Stefan Johannesson | Kalmar Publik: 4 633 Domare: Stefan Johannesson |

| 4     | 23 april 2006 | Gais | 0 – 0           | Malmö FF | Gamla Ullevi                                  |                                               |
| 15.00 | 15.00         |      | (0 – 0) SvFF DN |          | Göteborg Publik: 6 522 Domare: Jonas Eriksson | Göteborg Publik: 6 522 Domare: Jonas Eriksson |
| 15.00 | 15.00         |      |                 |          | Göteborg Publik: 6 522 Domare: Jonas Eriksson | Göteborg Publik: 6 522 Domare: Jonas Eriksson |
| 15.00 | 15.00         |      |                 |          | Göteborg Publik: 6 522 Domare: Jonas Eriksson | Göteborg Publik: 6 522 Domare: Jonas Eriksson |

| 5     | 26 april 2006 | Halmstads BK | 0 – 0        | Gais | Örjans vall                                         |                                                     |
| 19.00 | 19.00         |              | (0 – 0) SvFF |      | Halmstad Publik: 6 522 Domare: Markus Strömbergsson | Halmstad Publik: 6 522 Domare: Markus Strömbergsson |
| 19.00 | 19.00         |              |              |      | Halmstad Publik: 6 522 Domare: Markus Strömbergsson | Halmstad Publik: 6 522 Domare: Markus Strömbergsson |
| 19.00 | 19.00         |              |              |      | Halmstad Publik: 6 522 Domare: Markus Strömbergsson | Halmstad Publik: 6 522 Domare: Markus Strömbergsson |

| 6     | 2 maj 2006 | Gais                   | 1 – 2           | IFK Göteborg                           | Ullevi                                             |                                                    |
| 19.00 | 19.00      | Jóhann Guðmundsson 52′ | (0 – 2) SvFF DN | 32′ Karl Svensson 41′ Pontus Wernbloom | Göteborg Publik: 26 793 Domare: Stefan Johannesson | Göteborg Publik: 26 793 Domare: Stefan Johannesson |
| 19.00 | 19.00      |                        |                 |                                        | Göteborg Publik: 26 793 Domare: Stefan Johannesson | Göteborg Publik: 26 793 Domare: Stefan Johannesson |
| 19.00 | 19.00      |                        |                 |                                        | Göteborg Publik: 26 793 Domare: Stefan Johannesson | Göteborg Publik: 26 793 Domare: Stefan Johannesson |

| 7     | 7 maj 2006 | Gais                 | 1 – 1           | Djurgårdens IF   | Gamla Ullevi                                     |                                                  |
| 17.00 | 17.00      | Fredrik Lundgren 52′ | (0 – 1) SvFF DN | 39′ Stefan Batan | Göteborg Publik: 7 055 Domare: Daniel Stålhammar | Göteborg Publik: 7 055 Domare: Daniel Stålhammar |
| 17.00 | 17.00      |                      |                 |                  | Göteborg Publik: 7 055 Domare: Daniel Stålhammar | Göteborg Publik: 7 055 Domare: Daniel Stålhammar |
| 17.00 | 17.00      |                      |                 |                  | Göteborg Publik: 7 055 Domare: Daniel Stålhammar | Göteborg Publik: 7 055 Domare: Daniel Stålhammar |

| 8     | 10 maj 2006 | Hammarby IF                                                                                                 | 5 – 2           | Gais                                      | Söderstadion                                       |                                                    |
| 19.00 | 19.00       | Petter Furuseth Olsen 26′ Pablo Piñones-Arce 30′ Petter Andersson 45′ Paulinho Guará 51′ Björn Runström 54′ | (3 – 1) SvFF DN | 30′ Daniel Nicklasson 60′ Martin Dohlsten | Stockholm Publik: 12 458 Domare: Martin Ingvarsson | Stockholm Publik: 12 458 Domare: Martin Ingvarsson |
| 19.00 | 19.00       | |                 |                                           | Stockholm Publik: 12 458 Domare: Martin Ingvarsson | Stockholm Publik: 12 458 Domare: Martin Ingvarsson |
| 19.00 | 19.00       | |                 |                                           | Stockholm Publik: 12 458 Domare: Martin Ingvarsson | Stockholm Publik: 12 458 Domare: Martin Ingvarsson |

| 9     | 14 maj 2006 | AIK                                             | 2 – 0           | Gais | Råsunda                                       |                                               |
| 17.00 | 17.00       | Wílton Figueiredo 60′ Markus Jonsson 80′ (str.) | (0 – 0) SvFF DN |      | Solna Publik: 20 234 Domare: Peter Fröjdfeldt | Solna Publik: 20 234 Domare: Peter Fröjdfeldt |
| 17.00 | 17.00       |                                                 |                 |      | Solna Publik: 20 234 Domare: Peter Fröjdfeldt | Solna Publik: 20 234 Domare: Peter Fröjdfeldt |
| 17.00 | 17.00       |                                                 |                 |      | Solna Publik: 20 234 Domare: Peter Fröjdfeldt | Solna Publik: 20 234 Domare: Peter Fröjdfeldt |

| 10    | 18 juli 2006 | Gais                 | 1 – 0           | Gefle IF | Gamla Ullevi                                  |                                               |
| 19.00 | 19.00        | Khari Stephenson 13′ | (1 – 0) SvFF DN |          | Göteborg Publik: 4 558 Domare: Åke Andreasson | Göteborg Publik: 4 558 Domare: Åke Andreasson |
| 19.00 | 19.00        |                      |                 |          | Göteborg Publik: 4 558 Domare: Åke Andreasson | Göteborg Publik: 4 558 Domare: Åke Andreasson |
| 19.00 | 19.00        |                      |                 |          | Göteborg Publik: 4 558 Domare: Åke Andreasson | Göteborg Publik: 4 558 Domare: Åke Andreasson |

| 11    | 24 juli 2006 | Östers IF                           | 2 – 2           | Gais                 | Värendsvallen                              |                                            |
| 19.00 | 19.00        | Mario Vasilj 51′ Pär Cederqvist 58′ | (0 – 2) SvFF DN | 19′, 29′ James Keene | Växjö Publik: 4 586 Domare: Håkan Jonasson | Växjö Publik: 4 586 Domare: Håkan Jonasson |
| 19.00 | 19.00        |                                     |                 |                      | Växjö Publik: 4 586 Domare: Håkan Jonasson | Växjö Publik: 4 586 Domare: Håkan Jonasson |
| 19.00 | 19.00        |                                     |                 |                      | Växjö Publik: 4 586 Domare: Håkan Jonasson | Växjö Publik: 4 586 Domare: Håkan Jonasson |

| 12    | 30 juli 2006 | Gais | 0 – 3           | IF Elfsborg                                          | Gamla Ullevi                                     |                                                  |
| 17.00 | 17.00        |      | (0 – 2) SvFF DN | 24′ Samuel Holmén 41′ Jon Jönsson 77′ Joakim Sjöhage | Göteborg Publik: 7 565 Domare: Daniel Stålhammar | Göteborg Publik: 7 565 Domare: Daniel Stålhammar |
| 17.00 | 17.00        |      |                 |                                                      | Göteborg Publik: 7 565 Domare: Daniel Stålhammar | Göteborg Publik: 7 565 Domare: Daniel Stålhammar |
| 17.00 | 17.00        |      |                 |                                                      | Göteborg Publik: 7 565 Domare: Daniel Stålhammar | Göteborg Publik: 7 565 Domare: Daniel Stålhammar |

| 13    | 2 augusti 2006 | BK Häcken | 0 – 2           | Gais                                | Rambergsvallen                                |                                               |
| 19.00 | 19.00          |           | (0 – 0) SvFF DN | 87′ James Keene 90′ Martin Dohlsten | Göteborg Publik: 3 645 Domare: Jonas Eriksson | Göteborg Publik: 3 645 Domare: Jonas Eriksson |
| 19.00 | 19.00          |           |                 |                                     | Göteborg Publik: 3 645 Domare: Jonas Eriksson | Göteborg Publik: 3 645 Domare: Jonas Eriksson |
| 19.00 | 19.00          |           |                 |                                     | Göteborg Publik: 3 645 Domare: Jonas Eriksson | Göteborg Publik: 3 645 Domare: Jonas Eriksson |

| 14    | 9 augusti 2006 | Gais                             | 2 – 2           | BK Häcken                              | Gamla Ullevi                                       |                                                    |
| 19.00 | 19.00          | James Keene 5′ Jonathan Berg 72′ | (1 – 2) SvFF DN | 35′ Teddy Lucic 37′ Robert Mambo Mumba | Göteborg Publik: 4 199 Domare: Sven-Martin Åkesson | Göteborg Publik: 4 199 Domare: Sven-Martin Åkesson |
| 19.00 | 19.00          |                                  |                 |                                        | Göteborg Publik: 4 199 Domare: Sven-Martin Åkesson | Göteborg Publik: 4 199 Domare: Sven-Martin Åkesson |
| 19.00 | 19.00          |                                  |                 |                                        | Göteborg Publik: 4 199 Domare: Sven-Martin Åkesson | Göteborg Publik: 4 199 Domare: Sven-Martin Åkesson |

| 15    | 21 augusti 2006 | Örgryte IS     | 1 – 0           | Gais | Gamla Ullevi                                      |                                                   |
| 19.00 | 19.00           | Boyd Mwila 75′ | (0 – 0) SvFF DN |      | Göteborg Publik: 9 167 Domare: Stefan Johannesson | Göteborg Publik: 9 167 Domare: Stefan Johannesson |
| 19.00 | 19.00           |                |                 |      | Göteborg Publik: 9 167 Domare: Stefan Johannesson | Göteborg Publik: 9 167 Domare: Stefan Johannesson |
| 19.00 | 19.00           |                |                 |      | Göteborg Publik: 9 167 Domare: Stefan Johannesson | Göteborg Publik: 9 167 Domare: Stefan Johannesson |

| 16    | 8 september 2006 | Gais | 0 – 2           | Helsingborgs IF                          | Gamla Ullevi                                      |                                                   |
| 19.00 | 19.00            |      | (0 – 0) SvFF DN | 69′ McDonald Mariga 75′ Olivier Karekezi | Göteborg Publik: 4 026 Domare: Stefan Johannesson | Göteborg Publik: 4 026 Domare: Stefan Johannesson |
| 19.00 | 19.00            |      |                 |                                          | Göteborg Publik: 4 026 Domare: Stefan Johannesson | Göteborg Publik: 4 026 Domare: Stefan Johannesson |
| 19.00 | 19.00            |      |                 |                                          | Göteborg Publik: 4 026 Domare: Stefan Johannesson | Göteborg Publik: 4 026 Domare: Stefan Johannesson |

| 17    | 11 september 2006 | Djurgårdens IF | 0 – 2           | Gais                                 | Stockholms stadion                                  |                                                     |
| 19.00 | 19.00             |                | (0 – 1) SvFF DN | 40′ James Keene 51′ Khari Stephenson | Stockholm Publik: 9 815 Domare: Sven-Martin Åkesson | Stockholm Publik: 9 815 Domare: Sven-Martin Åkesson |
| 19.00 | 19.00             |                |                 |                                      | Stockholm Publik: 9 815 Domare: Sven-Martin Åkesson | Stockholm Publik: 9 815 Domare: Sven-Martin Åkesson |
| 19.00 | 19.00             |                |                 |                                      | Stockholm Publik: 9 815 Domare: Sven-Martin Åkesson | Stockholm Publik: 9 815 Domare: Sven-Martin Åkesson |

| 18    | 16 september 2006 | Gais                 | 2 – 2           | Hammarby IF             | Gamla Ullevi                                    |                                                 |
| 15.00 | 15.00             | James Keene 54′, 71′ | (0 – 0) SvFF DN | 82′, 90′ Paulinho Guará | Göteborg Publik: 4 228 Domare: Peter Fröjdfeldt | Göteborg Publik: 4 228 Domare: Peter Fröjdfeldt |
| 15.00 | 15.00             |                      |                 |                         | Göteborg Publik: 4 228 Domare: Peter Fröjdfeldt | Göteborg Publik: 4 228 Domare: Peter Fröjdfeldt |
| 15.00 | 15.00             |                      |                 |                         | Göteborg Publik: 4 228 Domare: Peter Fröjdfeldt | Göteborg Publik: 4 228 Domare: Peter Fröjdfeldt |

| 19    | 20 september 2006 | Gais                       | 1 – 1           | Halmstads BK         | Gamla Ullevi                                     |                                                  |
| 19.00 | 19.00             | Bobbie Friberg da Cruz 66′ | (0 – 1) SvFF DN | 37′ Magnus Arvidsson | Göteborg Publik: 3 331 Domare: Martin Ingvarsson | Göteborg Publik: 3 331 Domare: Martin Ingvarsson |
| 19.00 | 19.00             |                            |                 |                      | Göteborg Publik: 3 331 Domare: Martin Ingvarsson | Göteborg Publik: 3 331 Domare: Martin Ingvarsson |
| 19.00 | 19.00             |                            |                 |                      | Göteborg Publik: 3 331 Domare: Martin Ingvarsson | Göteborg Publik: 3 331 Domare: Martin Ingvarsson |

| 20    | 25 september 2006 | IFK Göteborg | 0 – 0           | Gais | Ullevi                                           |                                                  |
| 19.00 | 19.00             |              | (0 – 0) SvFF DN |      | Göteborg Publik: 20 118 Domare: Peter Fröjdfeldt | Göteborg Publik: 20 118 Domare: Peter Fröjdfeldt |
| 19.00 | 19.00             |              |                 |      | Göteborg Publik: 20 118 Domare: Peter Fröjdfeldt | Göteborg Publik: 20 118 Domare: Peter Fröjdfeldt |
| 19.00 | 19.00             |              |                 |      | Göteborg Publik: 20 118 Domare: Peter Fröjdfeldt | Göteborg Publik: 20 118 Domare: Peter Fröjdfeldt |

| 21    | 30 september 2006 | Gais                                      | 2 – 2           | Kalmar FF                      | Gamla Ullevi                                        |                                                     |
| 16.00 | 16.00             | Khari Stephenson 45′ Fredrik Lundgren 66′ | (1 – 1) SvFF DN | 31′, 54′ Ari da Silva Ferreira | Göteborg Publik: 2 905 Domare: Markus Strömbergsson | Göteborg Publik: 2 905 Domare: Markus Strömbergsson |
| 16.00 | 16.00             |                                           |                 |                                | Göteborg Publik: 2 905 Domare: Markus Strömbergsson | Göteborg Publik: 2 905 Domare: Markus Strömbergsson |
| 16.00 | 16.00             |                                           |                 |                                | Göteborg Publik: 2 905 Domare: Markus Strömbergsson | Göteborg Publik: 2 905 Domare: Markus Strömbergsson |

| 22    | 16 oktober 2006 | Malmö FF                                   | 2 – 0           | Gais | Malmö stadion                              |                                            |
| 19.00 | 19.00           | Yksel Osmanovski 23′ Emil Hallfredsson 27′ | (2 – 0) SvFF DN |      | Malmö Publik: 9 019 Domare: Åke Andreasson | Malmö Publik: 9 019 Domare: Åke Andreasson |
| 19.00 | 19.00           |                                            |                 |      | Malmö Publik: 9 019 Domare: Åke Andreasson | Malmö Publik: 9 019 Domare: Åke Andreasson |
| 19.00 | 19.00           |                                            |                 |      | Malmö Publik: 9 019 Domare: Åke Andreasson | Malmö Publik: 9 019 Domare: Åke Andreasson |

| 23    | 22 oktober 2006 | Gais                | 1 – 1           | Östers IF                | Gamla Ullevi                                     |                                                  |
| 16.00 | 16.00           | Daniel Blomgren 21′ | (1 – 1) SvFF DN | 58′ (str.) Pavel Zavadil | Göteborg Publik: 4 174 Domare: Daniel Stålhammar | Göteborg Publik: 4 174 Domare: Daniel Stålhammar |
| 16.00 | 16.00           |                     |                 |                          | Göteborg Publik: 4 174 Domare: Daniel Stålhammar | Göteborg Publik: 4 174 Domare: Daniel Stålhammar |
| 16.00 | 16.00           |                     |                 |                          | Göteborg Publik: 4 174 Domare: Daniel Stålhammar | Göteborg Publik: 4 174 Domare: Daniel Stålhammar |

| 24    | 26 oktober 2006 | IF Elfsborg       | 1 – 0           | Gais | Borås Arena                                   |                                               |
| 19.00 | 19.00           | Samuel Holmén 48′ | (0 – 0) SvFF DN |      | Borås Publik: 14 185 Domare: Peter Fröjdfeldt | Borås Publik: 14 185 Domare: Peter Fröjdfeldt |
| 19.00 | 19.00           |                   |                 |      | Borås Publik: 14 185 Domare: Peter Fröjdfeldt | Borås Publik: 14 185 Domare: Peter Fröjdfeldt |
| 19.00 | 19.00           |                   |                 |      | Borås Publik: 14 185 Domare: Peter Fröjdfeldt | Borås Publik: 14 185 Domare: Peter Fröjdfeldt |

| 25    | 30 oktober 2006 | Gais | 0 – 0           | AIK | Ullevi                                           |                                                  |
| 19.00 | 19.00           |      | (0 – 0) SvFF DN |     | Göteborg Publik: 5 213 Domare: Martin Ingvarsson | Göteborg Publik: 5 213 Domare: Martin Ingvarsson |
| 19.00 | 19.00           |      |                 |     | Göteborg Publik: 5 213 Domare: Martin Ingvarsson | Göteborg Publik: 5 213 Domare: Martin Ingvarsson |
| 19.00 | 19.00           |      |                 |     | Göteborg Publik: 5 213 Domare: Martin Ingvarsson | Göteborg Publik: 5 213 Domare: Martin Ingvarsson |

| 26    | 5 november 2006 | Gefle IF               | 2 – 2           | Gais                                      | Strömvallen                                |                                            |
| 15.00 | 15.00           | René Makondele 4′, 75′ | (1 – 1) SvFF DN | 3′ Bobbie Friberg da Cruz 90′ James Keene | Gävle Publik: 2 070 Domare: Andréas Kovacs | Gävle Publik: 2 070 Domare: Andréas Kovacs |
| 15.00 | 15.00           |                        |                 |                                           | Gävle Publik: 2 070 Domare: Andréas Kovacs | Gävle Publik: 2 070 Domare: Andréas Kovacs |
| 15.00 | 15.00           |                        |                 |                                           | Gävle Publik: 2 070 Domare: Andréas Kovacs | Gävle Publik: 2 070 Domare: Andréas Kovacs |

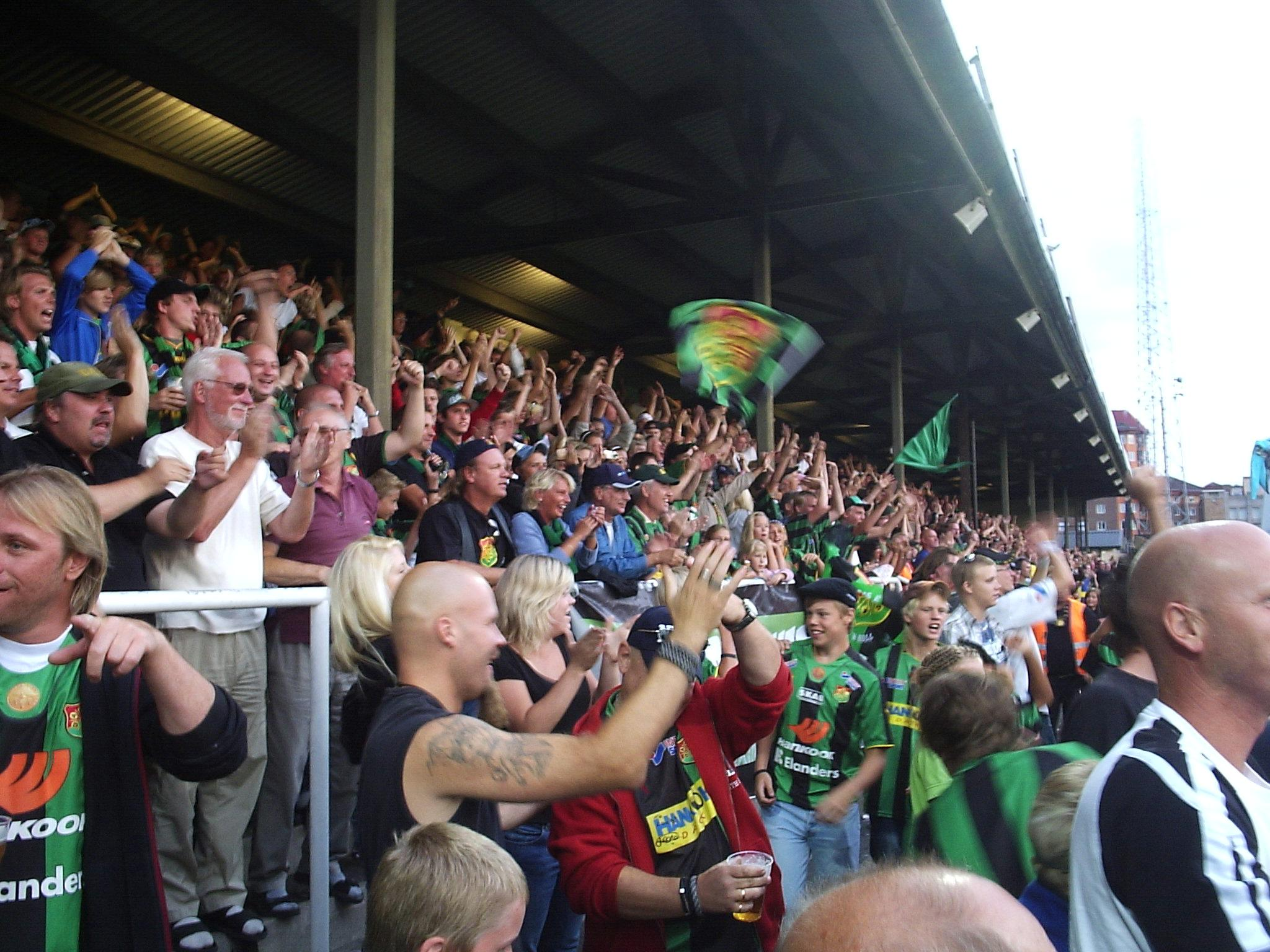
Gaissupportrar mot BK Häcken, 9 augusti 2006.
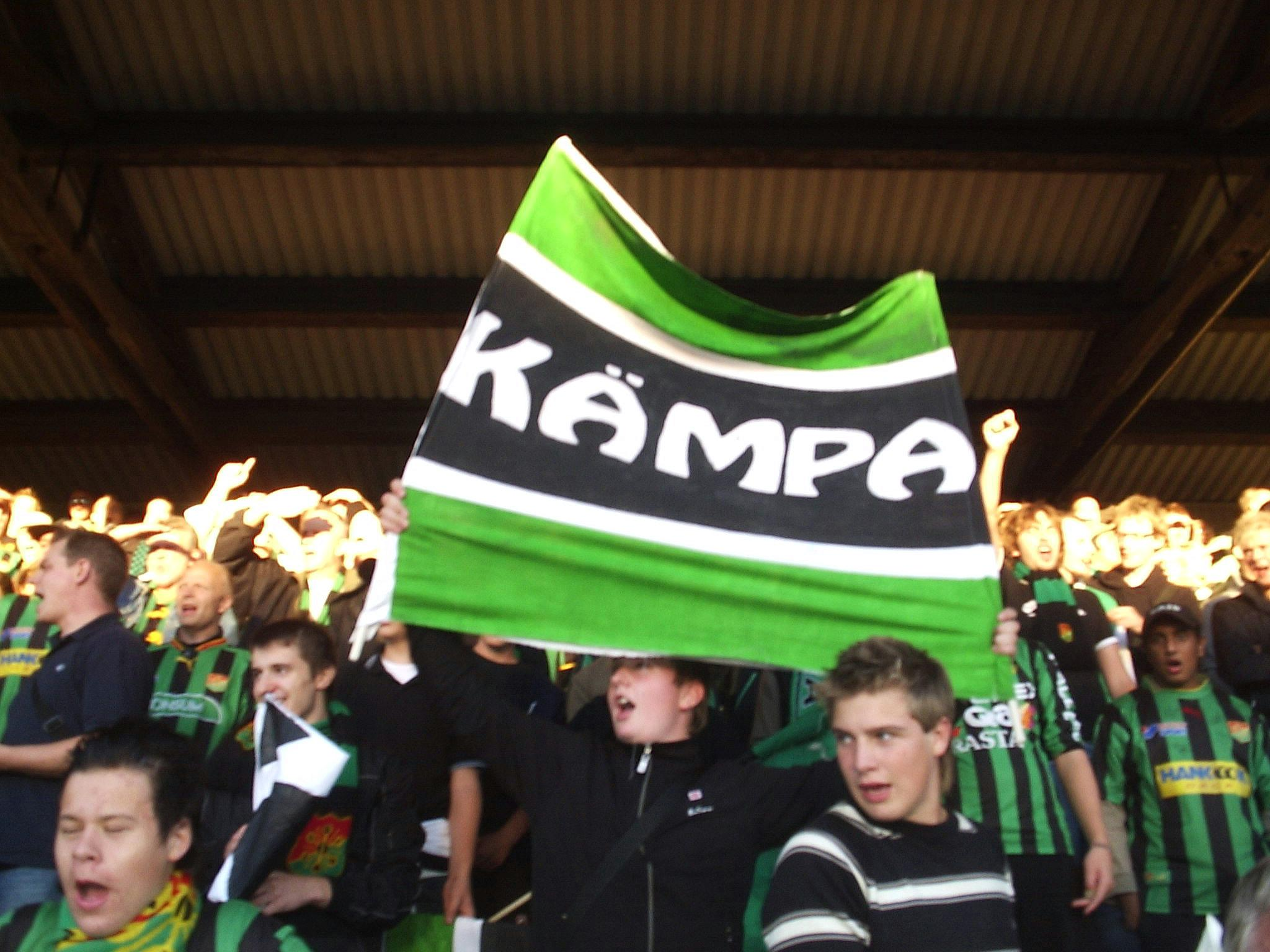
Gaissupportrar mot Helsingborgs IF, 8 september 2006.
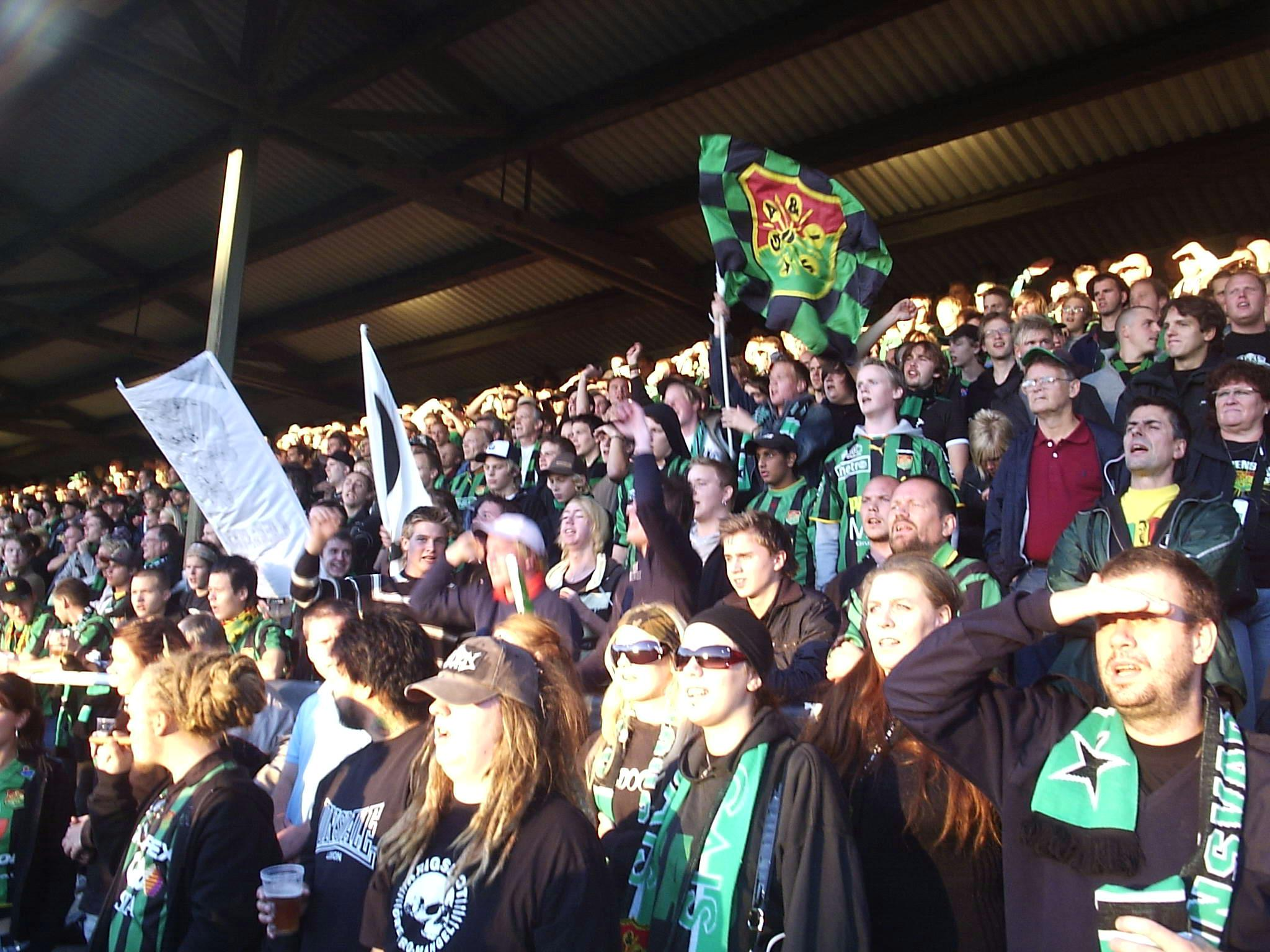
Gaissupportrar mot Helsingborgs IF, 8 september 2006.

## Svenska cupen
Gais gick in i Svenska cupen i omgång 2, där man på bortaplan slog FF Södertälje med 0–8. I omgång tre ställdes man mot Djurgårdens IF och blev utslagna efter en 2–0-förlust på Stockholms stadion.

### Matcher
| 2     | 17 april 2006 | FF Södertälje | 0 – 8           | Gais                                                                                         | Södertälje fotbollsarena                    |                                             |
| 16.00 | 16.00         |               | (0 – 3) SvFF DN | Anton Holmberg Kwame Amoateng Mikael Sandklef Max Mårtensson Mathias Gravem Tomas Rosenkvist | Södertälje Publik: 458 Domare: Johan Hamlin | Södertälje Publik: 458 Domare: Johan Hamlin |
| 16.00 | 16.00         |               |                 |                                                                                              | Södertälje Publik: 458 Domare: Johan Hamlin | Södertälje Publik: 458 Domare: Johan Hamlin |
| 16.00 | 16.00         |               |                 |                                                                                              | Södertälje Publik: 458 Domare: Johan Hamlin | Södertälje Publik: 458 Domare: Johan Hamlin |

| 3     | 28 juni 2006 | Djurgårdens IF                    | 2 – 0           | Gais | Stockholms stadion                                |                                                   |
| 19.00 | 19.00        | Tobias Hysén 59′ Johan Arneng 64′ | (0 – 0) SvFF DN |      | Stockholm Publik: 2 580 Domare: Daniel Stålhammar | Stockholm Publik: 2 580 Domare: Daniel Stålhammar |
| 19.00 | 19.00        |                                   |                 |      | Stockholm Publik: 2 580 Domare: Daniel Stålhammar | Stockholm Publik: 2 580 Domare: Daniel Stålhammar |
| 19.00 | 19.00        |                                   |                 |      | Stockholm Publik: 2 580 Domare: Daniel Stålhammar | Stockholm Publik: 2 580 Domare: Daniel Stålhammar |

## Spelartrupp

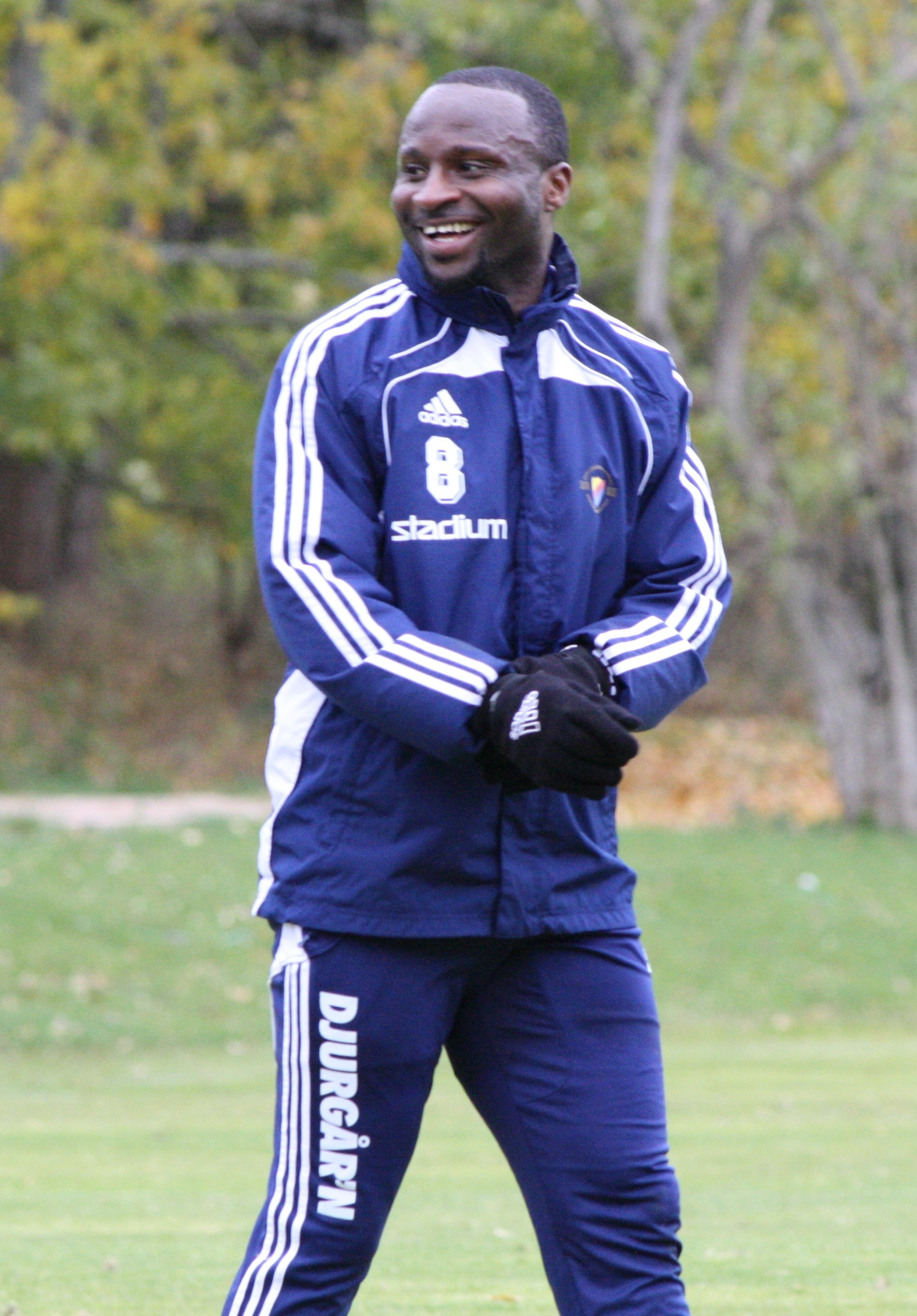
Prince Ikpe Ekong, här på en bild med Djurgårdens IF från 2010.

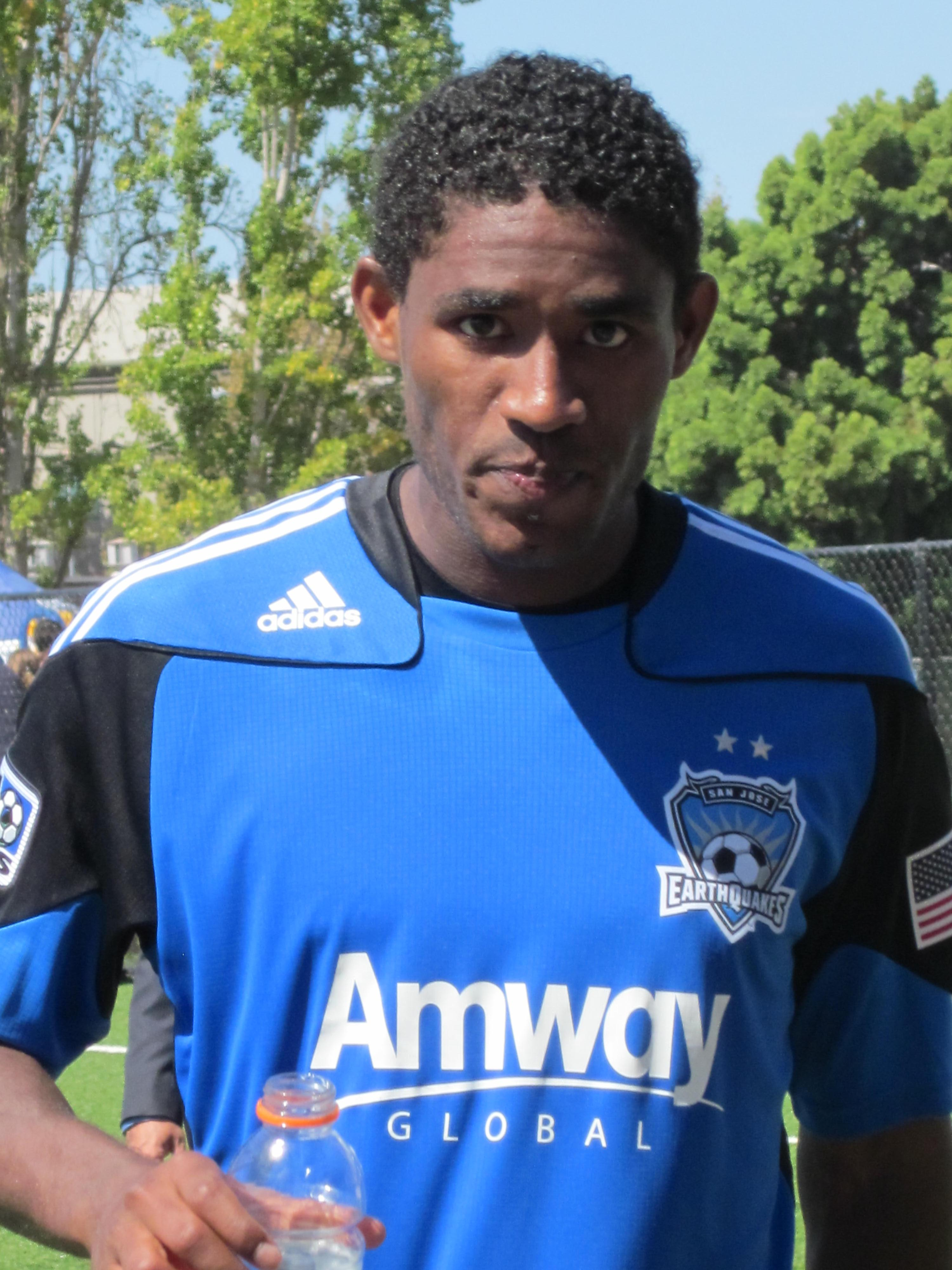
Khari Stephenson, här på en bild med San Jose Earthquakes från 2010.

| Målvakter   | Målvakter      | Målvakter              | Målvakter                 |
| Nr          | Nat.           | Namn                   | Födelsedatum (ålder)      |
| ----------- | -------------- | ---------------------- | ------------------------- |
| 1           | Sverige        | Dime Jankulovski       | 18 juni 1977 (28 år)      |
| 12          | Sverige        | Conny Månsson          | 4 januari 1980 (26 år)    |
| 30          | Sverige        | Anders Holmberg        | 3 februari 1976 (30 år)   |
| Försvarare  |                |                        |                           |
| Nr          | Nat.           | Namn                   | Födelsedatum (ålder)      |
| 2           | Kongo-Kinshasa | Richard Ekunde         | 4 augusti 1982 (23 år)    |
| 3           | Sverige        | Andreas Tobiasson      | 14 december 1983 (22 år)  |
| 4           | Sverige        | Mattias Östberg        | 24 augusti 1977 (28 år)   |
| 5           | Sverige        | Bobbie Friberg da Cruz | 16 februari 1982 (24 år)  |
| 7           | Sverige        | Jonas Lundén           | 27 december 1980 (25 år)  |
| 18          | Sverige        | Edier Frejd            | 16 december 1979 (26 år)  |
| 19          | Sverige        | Daniel Blomgren        | 23 augusti 1982 (23 år)   |
| 20          | Sverige        | Kenneth Gustafsson     | 15 september 1983 (22 år) |
| 22          | Sverige        | Johan Friberg da Cruz  | 4 juni 1986 (19 år)       |
| Mittfältare |                |                        |                           |
| Nr          | Nat.           | Namn                   | Födelsedatum (ålder)      |
| 6           | Nigeria        | Prince Ikpe Ekong      | 5 oktober 1978 (27 år)    |
| 8           | Sverige        | Martin Dohlsten        | 29 april 1986 (19 år)     |
| 9           | Jamaica        | Khari Stephenson       | 18 januari 1981 (25 år)   |
| 13          | Sverige        | Pontus Johannesson     | 9 oktober 1986 (19 år)    |
| 14          | Sverige        | Daniel Nicklasson      | 23 april 1981 (24 år)     |
| 15          | Sverige        | Fredrik Lundgren       | 26 oktober 1979 (26 år)   |
| 16          | Sverige        | Tomas Rosenkvist       | 23 juni 1975 (30 år)      |
| 17          | Sverige        | Mikael Sandklef        | 3 juli 1973 (32 år)       |
| 21          | Island         | Jóhann Guðmundsson     | 5 december 1977 (28 år)   |
| 25          | Sverige        | Jonatan Berg (lån)     | 9 maj 1985 (20 år)        |
| Anfallare   |                |                        |                           |
| Nr          | Nat.           | Namn                   | Födelsedatum (ålder)      |
| 10          | England        | James Keene (lån)      | 26 december 1985 (20 år)  |
| 11          | Sverige        | Anton Holmberg         | 5 november 1981 (24 år)   |
| 23          | Sverige        | Mathias Gravem         | 15 mars 1976 (30 år)      |
| 24          | Sverige        | Kwame Amoateng         | 8 augusti 1987 (18 år)    |

### Spelare in och ut
| Datum          | Position    | Nat.           | Namn                | Ålder | Flyttar från        | Typ      | Kontrakt t.o.m. | Källa  |
| -------------- | ----------- | -------------- | ------------------- | ----- | ------------------- | -------- | --------------- | ------ |
| Vinterfönstret | Försvarare  | Kongo-Kinshasa | Richard Ekunde      | 23    | Åtvidabergs FF      | Transfer |                 | [ 11 ] |
| Vinterfönstret | Försvarare  | Sverige        | Jonas Lundén        | 25    | IF Elfsborg         | Transfer |                 | [ 11 ] |
| Vinterfönstret | Mittfältare | Sverige        | Mikael Sandklef     | 32    | IFK Göteborg        | Transfer |                 | [ 11 ] |
| Vinterfönstret | Anfallare   | Sverige        | Anton Holmberg      | 24    | Västerås SK         | Transfer |                 | [ 11 ] |
| Vinterfönstret | Mittfältare | Sverige        | Pontus Johannesson  | 19    | Åsebro IF           | Transfer |                 | [ 11 ] |
| Vinterfönstret | Mittfältare | Island         | Jóhann Guðmundsson  | 28    | Örgryte IS          | Transfer |                 | [ 11 ] |
| Vinterfönstret | Anfallare   | England        | James Keene         | 20    | Portsmouth FC       | Lån      |                 | [ 11 ] |
| Vinterfönstret | Mittfältare | Jamaica        | Khari Stephenson    | 25    | Kansas City Wizards | Transfer |                 | [ 11 ] |
| Sommarfönstret | Mittfältare | Nigeria        | Prince Ikpe Ekong   | 27    | Xiamen Lanshi       | Transfer |                 | [ 12 ] |
| Sommarfönstret | Mittfältare | Sverige        | Jonatan Berg        | 20    | IFK Göteborg        | Lån      |                 |        |
| Datum          | Position    | Nat.           | Namn                | Ålder | Flyttar till        | Typ      | Kontrakt t.o.m. | Källa  |
| Vinterfönstret | Försvarare  | Sverige        | David Björkeryd     | 19    | Nybergsund IL       | Transfer |                 | [ 11 ] |
| Vinterfönstret | Försvarare  | Sverige        | Lukasz Chmaj        | 26    | –                   | Slutar   |                 | [ 11 ] |
| Vinterfönstret | Försvarare  | Sverige        | Magnus Jacobsson    | 30    | Romelanda UF        | Transfer |                 | [ 11 ] |
| Vinterfönstret | Försvarare  | Sverige        | Andreas Svensson    | 20    |                     |          |                 | [ 11 ] |
| Vinterfönstret | Mittfältare | Nigeria        | Efe Prince Ehiorobo | 23    |                     |          |                 | [ 11 ] |
| Vinterfönstret | Mittfältare | Sverige        | Peter Elmander      | 20    | Holmalunds IF       | Transfer |                 | [ 11 ] |
| Vinterfönstret | Mittfältare | Sverige        | Thomas Heed         | 25    | Utsiktens BK        | Transfer |                 | [ 11 ] |
| Vinterfönstret | Anfallare   | Sverige        | Viktor Olsson       | 20    | Jonsereds IF        | Transfer |                 | [ 11 ] |
| Vinterfönstret | Mittfältare | Sverige        | Stefan Vennberg     | 35    | IK Oddevold         | Transfer |                 | [ 11 ] |
| Vinterfönstret | Anfallare   | Sverige        | Patrik Elmander     | 27    | Jönköpings Södra IF | Transfer |                 | [ 11 ] |
| Vinterfönstret | Anfallare   | Sverige        | Hans Blomqvist      | 31    | Masthuggets BK      | Transfer |                 | [ 11 ] |
| Vinterfönstret | Anfallare   | Brasilien      | Wílton Figueiredo   | 23    | AIK                 | Transfer |                 | [ 11 ] |
| Vinterfönstret | Anfallare   | Nigeria        | Joseph Cole         |       |                     |          |                 | [ 11 ] |
| Sommarfönstret | Anfallare   | Sverige        | Mathias Gravem      | 30    | Qviding FIF         | Lån      | 2006            | [ 13 ] |